# تیم ملی فوتبال گرنادا
تیم ملی فوتبال گرنادا نمایندهٔ کشور گرنادا در مسابقات بین‌المللی است که زیر نظر فدراسیون فوتبال گرنادا فعالیت می‌کند.
اولین بازی رسمی این تیم در تاریخ ۲۱ نوامبر ۱۹۶۵ میلادی در برابر تیم ملی فوتبال دومینیکا برگزار شده‌است.